# آقاجری (بهبهان)
آقاجری یا روستای کیکاووس آقاجری یا روستای کیکاووس کوچک یکی از روستاهای شهرستان بهبهان از استان خوزستان می‌باشد که محل اقامت دامداران ایل آقاجری بوده است تا اینکه با سکنی گزیدن دامداران کوچرو در سال ۱۳۰۵شمسی این روستا بنا گردید و جمعیت آن در سال ۱۳۹۰ حدود ۶۰۰ نفر می‌باشد همچنین اکٍثر این روستا فامیل آن آقاجری می‌باشد این روستا دارای قدمت تاریخی و همجنین مناظر زیبا از جمله کوچه باغهای دلربا می باشد 
همچنین شهر آغاجاری که جز شهرستان بهبهان می‌باشد که مردم قدیم آن اصالتاً از روستای آقاجری و روستای کره سیاه (آقاجری قدیم) می‌باشد جمعیت این شهر در حدود ۲۰ هزار نفر می‌باشد و به‌دلیل وجود منابع نفت گاز گسترده از مراکز اصلی و حساس مهم کشور و خاورمیانه می‌باشد.